# Chileense parlementsverkiezingen 1909
Bij de Chileense parlementsverkiezingen van 1909 werden door de Alianza Liberal, een alliantie van liberale partijen onder aanvoering van de Partido Liberal en Partido Liberal Democrático gewonnen.
De Partido Conservador, die het belangrijkste onderdeel van de Coalición vormde, werd de grootste individuele partij.
| Kamer van Afgevaardigden | Kamer van Afgevaardigden | Kamer van Afgevaardigden |
| Coalitie                 | Coalitie                 | Zetels                   |
| ------------------------ | ------------------------ | ------------------------ |
|                          | Alianza Liberal          | 52                       |
|                          | Coalición                | 43                       |
| Totaal                   | Totaal                   | 94                       |

Bron: Heise 1982
| Senaat   | Senaat          | Senaat |
| Coalitie | Coalitie        | Zetels |
| -------- | --------------- | ------ |
|          | Alianza Liberal | 17     |
|          | Coalición       | 15     |
| Totaal   | Totaal          | 32     |

Bron: Heise 1982